# شتورمفورر
شتورمفوهرر ([ˈʃtʊʁm.fyːʀɐ] ، «زعيم العاصفة») رتبة شبه عسكرية للحزب النازي الذي بدأ كرتبة تستخدم في كتيبة العاصفة (SA) في عام 1925 وأصبحت رتبة في كتيبة العاصفة فعليا في عام 1928. ترجمت أصول «قائد العاصفة أو زعيم الهجوم»، وترجع أصول الرتبة إلى الحرب العالمية الأولى عندما تم استخدام لقب Sturmführer من قبل قادة قوات الإعتداء الألمانية وشركات العمل الخاصة.
بحلول عام 1930، أصبح Sturmführer أدنى رتبة ضابط (CO) لعدة منظمات شبه عسكرية تابعة للحزب النازي، بما في ذلك كتيبة العاصفة.  تم استخدام العنوان أيضًا كرتبة في شوتزشتافل حتى عام 1934 عندما أعادت شوتزشتافل، بعد ليلة السكاكين الطويلة، تسميتها أونتشتونفوهرر،  أي ما يعادل رتبة ملازم أول أو ثان (OF-1b) في الجيش. وتشمل الأشكال الأخرى من Sturmführer اوبرستورموهر هوبتستثرمفهرر. 

## شارة

بقع SA Gorget
تصحيح NSFK Gorget
التصحيح NSKK Gorget